# Turín
Turín é um município do departamento de Ahuachapán, em El Salvador. Sua população estimada em 2007 era de 9 997 habitantes.[carece de fontes?]

## Personalidades
- Lilian Mercedes Letona (Comandante Cleila, 1954–1983), guerrilheira e revolucionária, membro da FMLN.

## Transporte
O município de Turín é servido pela seguinte rodovia:
- AHU-34  que liga a cidade ao município de Ahuachapán
- RN-13, que liga o município de Ahuachapán (Departamento de Ahuachapán) à cidade de Santa Ana (Departamento de Santa Ana)[1]